# ときめき橋
ときめき橋（ときめきばし）は、新潟県新潟市の信濃川に架かる北陸自動車道の道路橋梁。左岸側（西側）は西区、右岸側（東側）は江南区。

## 概要
- 最急勾配 : 3.9 %

北陸自動車道の新潟西ICと新潟中央ICとの間に位置し、信濃川の道路橋梁としては河口から9番目に位置するファン型斜張橋。名称は公募により決定した。橋長は372.550 m（案内標識に記載されている数値は370 m）。
なお、北陸道の新潟西IC - ときめき橋・橋梁部の区間はカーブが連続する上、オーバーパス・アンダーパスを繰り返すため起伏が続くことから、制限速度は終日80 km/hとなっている。
日本海側の高速道路では初めてのファン型1柱式斜張橋である。景観を考慮してトキが大空を飛ぶ姿を意匠として、主塔をくちばし、ケーブルを翼に見立てて、主塔には頂上を斜めにするとともに朱色のストライプが入れられている。構造的には着雪対策として横材を使用しない1面吊とした。また床版については鋼斜張橋では鋼床版が一般的だが路面凍結防止および耐風性を考慮して鉄筋コンクリート床版が採用された。
1994年（平成6年）7月28日に本橋を含む北陸自動車道の新潟亀田IC - 新潟西IC間が完成4車線で開通した。
- 形式 - 鋼2径間1柱式斜張橋+鋼3径間連続箱桁橋
- 活荷重 - 1等橋 (TL-20, TT-43)
- 橋長 - 372.550 m[注釈 2][注釈 3]
  - 支間割 - (99.309 m + 99.358 m) + (57.500 m + 57.550 m + 57.500 m)
- 幅員
  - 総幅員 - 24.141 m
  - 有効幅員 - 10.250 m×2
  - 車道 - 10.250 m×2
- 床版 - 鉄筋コンクリート
- 総鋼重 - 4 279 t
- 施工 - 三菱重工業・松尾橋梁JV
- 架設工法 - トラッククレーンベント工法・斜吊り工法・張り出し架設工法

## 地名への採用
このときめき橋に因み、橋の左岸側たもと、西蒲原郡黒埼町大字寺地および山田（現・新潟市西区）に整備された住宅地には「ときめきタウン黒埼」という愛称が付与され、同地内を経由する新潟交通電車線には1997年（平成9年）に「ときめき駅」が設けられた（なお、同線は1999年〈平成11年〉に廃線され、同駅も廃駅となっている）。その後住居表示が実施され、地名も「ときめき東」「ときめき西」となった。